# Livistona victoriae
Livistona victoriae är en enhjärtbladig växtart som beskrevs av Rodd. Livistona victoriae ingår i släktet Livistona och familjen Arecaceae. Inga underarter finns listade i Catalogue of Life.